# Дашук, Виктор Никифорович
Виктор Никифорович Дашук (бел. Віктар Нічыпаравіч Дашук; род. 16 сентября 1938, Волоки, Полесская область) — советский белорусский кинорежиссёр-документалист. Лауреат Государственной премии СССР (1985), Заслуженный деятель искусств Белорусской ССР (1977), Народный артист Белорусской ССР (1990). Член КПСС с 1976 года.

## Биография
Окончил факультет журналистики Белорусского государственного университета им. В. И. Ленина в 1960 году. В 1967 году окончил Высшие курсы сценаристов и режиссёров в Москве (отделение кинорежиссуры, мастерская Л.Трауберга).
С 1960 года работает на киностудии «Беларусьфильм»: был администратором, ассистентом оператора, ассистентом кинорежиссёра; с 1963 — режиссёр, оператор, сценарист документального и игрового кино.
Активный участник «революционного» V съезда кинематографистов СССР, проходившего в мае 1986 года в Москве.

Перевозбужденный зал устраивал овации радикальным ораторам (Ролан Быков, Владимир Меньшов, Анатолий Гребнев, Евгений Григорьев, Виктор Дашук) и захлопывал тех, кто пытался защитить старые устои: среди них оказался и Никита Михалков, назвавший выпады против Бондарчука «ребячеством».
— Андрей Плахов «ПОСЛЕДНЯЯ МОДЕРНИСТСКАЯ РЕВОЛЮЦИЯ»
Снял в качестве режиссёра и автора сценария целый ряд известных документальных и художественных фильмов. В 1989-91 годах вышел его документальный фильм о Витебском деле. Этот многосерийный документальный проект не только рассказывает о зверствах преступника, но и подробно описывает деятельность правоохранительных органов по его задержанию, и в частности наличие в ее ходе многих несправедливо осуждённых лиц. Президент ФПА Юрий Пилипенко считает, что фильм Виктора Дашука нужно посмотреть всем: «Конечно же, прежде всего адвокатам, следователям, обвинителям и судьям. И тем политикам, которые не стесняются периодически сверкать идеями о необходимости введения в нашей стране смертной казни».
Основал студию «Спадар Д.» (1993—2005). Профессор Белорусской государственной академии искусств, руководитель мастерской режиссуры документального кино (1989—1993).
Женат; имеет двоих детей и двоих внуков. Старший сын Виктора Дашука — Владимир, также режиссёр-документалист, умер в 2014 году.
Находится в оппозиции к президенту Белоруссии Александру Лукашенко и официальным белорусским властям, автор цикла из 10 короткометражных фильмов «Белорусская трагикомедия» о деятельности белорусской оппозиции и давлении на нее со стороны режима Лукашенко.

## Избранная фильмография
Всего В. Дашуком снято по собственным сценариям более 80 работ. Выборочная фильмография:

| Год       |     | Название                                    | Примечание          |
| --------- | --- | ------------------------------------------- | ------------------- |
| 1970      | док | «Дом»                                       | Режиссёр            |
| 1970      | док | «Безумству храбрых»                         | Сценарист           |
| 1970      | док | «Давным-давно окончен бой»                  | Сценарист           |
| 1972      | док | «А кукушка куковала…»                       | Режиссёр            |
| 1973      | док | «Биография полонеза ля минор»               | Сценарист           |
| 1975—1978 | с   | «Я из огненной деревни»                     | Сценарист           |
| 1977      | ф   | «Тонежские бабы»                            | Сценарист           |
| 1980      | док | «Прощание»                                  | Режиссёр            |
| 1980—1984 | с   | «У войны не женское лицо»                   | Режиссёр            |
| 1980      | док | «Девяносто шестая осень»                    | Режиссёр            |
| 1981      | мф  | «Труба»                                     | Сценарист           |
| 1984      | док | «Василь Быков. Восхождение»                 | Сценарист           |
| 1987      | ф   | «Двое на острове слёз»                      | Сценарист, режиссёр |
| 1989      | док | «Чурбанов и другие»                         | Сценарист           |
| 1990      | док | «Форс-мажор»                                | Сценарист           |
| 1989—1991 | с   | «Витебское дело»                            | Режиссёр            |
| 1995      | ф   | «Сладкий яд любви»                          | Режиссёр            |
| 1997      | док | «Между Сатаной и Богом»                     | Режиссёр            |
| 1998      | док | «Ночь длинных ножей»                        | Сценарист, режиссёр |
| 2002      | док | «Репортаж из клетки для кроликов»           | Сценарист, режиссёр |
| 2003      | док | «Декамерон по-белорусски»                   | Режиссёр            |
| 2004      | док | «Magnum misteria»                           | Режиссёр            |
| 2005      | док | «Солдат Василий Быков»                      | Режиссёр            |
| 2007      | док | «Женщина легкого поведения по имени Femida» | Сценарист           |

## Награды и признание
- Государственная премия СССР (1985) — за циклы фильмов «Я из огненной деревни» и «У войны не женское лицо».
- Премия Ленинского комсомола Беларуси (1976).
- Приз «Серебряный голубь» на Международном фестивале в Лейпциге (1984) — за фильм «Я встретил вас»).
- Почётный диплом жюри 42-го Международного кинофестиваля в Кракове (2003).
- Первые премии на всесоюзных кинофестивалях в городах Фрунзе (ныне Бишкек), Киеве, Таллинне, Люблине.

Заслуженный деятель искусств БССР (1977). Народный артист БССР (1990).